# Ocyptamus bassleri
Ocyptamus bassleri är en tvåvingeart som först beskrevs av Charles Howard Curran 1939.  Ocyptamus bassleri ingår i släktet Ocyptamus och familjen blomflugor.
Artens utbredningsområde är Peru. Inga underarter finns listade i Catalogue of Life.